# Costa dei barbari
Costa dei barbari (titolo originale The Barbarous Coast) è un romanzo hard boiled dello scrittore statunitense Ross Macdonald, pubblicato nel 1956. Lo stesso anno è stato tradotto in italiano ed è apparso nella collana Il Giallo Mondadori con il numero 406.
È stato tradotto in numerose lingue, tra le quali il francese, lo svedese, il giapponese, lo spagnolo, il finlandese e l'olandese. 
È il sesto romanzo della serie che ha come protagonista l'investigatore privato Lew Archer
.

## Trama
Lew Archer ha un appuntamento con Bassett, presidente e segretario del Chanel Club, ambiente di alto livello sociale a Malibù. Prima di incontrarlo però, si imbatte in un giovane canadese, George Wall, che cerca la moglie Hester e pensa sia nascosta al Club. Ne deriva uno scontro con il custode Tony Torres e Wall si allontana, pur rimanendo in vista. Quando si incontrano, Bassett propone ad Archer di fargli da guardia del corpo, ma la cosa non piace all'investigatore, che finisce per accettare Wall come cliente e si mette a cercare Hester, fuggita da Toronto, dove viveva col marito.
Wall sembra avere un talento per trovarsi tra le zuffe o sotto il tiro di armi da fuoco. In uno scontro a casa di Lance Torres (giovane pugile aspirante attore cinematografico), Archer è quasi sicuro di aver visto il corpo di Hester, ma non ottiene altro chescambiare pugni. Si imbattono poi in Carl Stern, (un malvivente amico di Lance) con lo stesso esito e infine in Frost, con gli scagnozzi Marfeld e Lashman, che costituiscono la polizia privata del magnate cinematografico Simon Graff. Archer, sempre cercando Hester, trova l'uno dopo l'altro i cadaveri di Lance e Stern. Quando scopre che Hester è a Las Vegas, raggiunge la città, ma trova solo Rina, somigliantissima sorella di Hester. Quando arrivano Frost e i suoi uomini, la lotta è sostenuta anche da Rina e dalla sua padrona di casa e gli aggressori hanno la peggio. Archer e Rina impongono a Frost di condurli da Hester e ne trovano i resti carbonizzati per impedire che si scopra l'ora del decesso. Ora Archer può assicurare alla giustizia i membri della banda e i poveri resti della ragazza.
Rina è infermiera in una casa per malati di mente. Qui è stata ricoverata più volte la moglie di Graff, Isobel, ritenuta pazza e pericolosa. Una notte di circa due anni prima, mentre Isobel era stata dimessa dalla clinica, una ragazza, Gabrielle Torres (figlia di Tony) era stata uccisa con due pallottole e ritrovata sulla spiaggia. Archer comincia a capire che la spirale di violenza ha origine da quel delitto mai punito. Ritorna perciò al Chanel Club e ascolta i racconti di Joseph Tobias il bagnino (inizialmente arrestato per l'assassinio di Gabrielle), quindi di Tony e infine della stessa Isobel. Lei ha accusato il marito di avere avuto una tresca, con Gabrielle dapprima, quindi con Hester. Nella sua condizione di pazza, Isobel non sarebbe punibile e qualcuno potrebbe averne approfittato, uccidendo e facendo credere che la colpa sia di Isobel.
Ed è proprio a questo risultato che arriva Archer, smascherando l'assassino delle due ragazze: Clarence Bassett. Innamorato da sempre di Isobel, per proteggerla, ma anche sapendo di poter scaricare su di lei i crimini, Bassett ha finito Gabrielle (ferita da Isobel); molto tempo dopo, ha tolto di mezzo anche Hester e gli uomini di Simon Graff hanno nascosto prove e cadavere ed eliminato i possibili testimoni (Lance e Stern), per ordine del loro capo che temeva fosse stata Isobel ad agire. Messo da Archer a confronto con Tony, Bassett cerca di corrompere prima l'uno e poi l'altro con centomila dollari in contanti, ma cade, finito da una pallottola ben indirizzata da Tony, il quale non ha desiderato altro che vendicare la figlia e, raggiunto lo scopo, lascia a terra l'arma. Archer può avvertire la polizia, ma prima mette in mano a Bassett la pistola usata da Tony.

## Personaggi
- Lew Archer, investigatore privato.
- Clarence Bassett, direttore del Channel Club, sulla Costa dei Barbari a Malibù.
- Hester Campbell Wall, ex campionessa di tuffi, pratica del Channel Club.
- George Wall, marito di Hester, ma sconosciuto a tutti perché è di Toronto.
- Tony Torres, portiere  del club. Ex pugile di buon livello.
- Gabrielle Torres, figlia di Tony, morta da più di un anno.
- Lance Torres alias Lance Leonard (nome di nascita Manuel) nipote di Tony, avviato alla carriera di pugile e attore.
- Carl Stern, socio di Lance, gangster e killer.
- Leroy Frost , capo della polizia privata della Helio-Graff: è anche un boss locale.
- Theodore Marfeld e Lashman, guardie del corpo di Leroy Frost.
- Simon Graff, produttore cinematografico, proprietario della Helio-Graff.
- Isobel Graff, nata Heliopulos, moglie di Simon Graff.
- Peter Heliopulos, padre di Isobel, non agisce nel libro.
- Rina Campbell, sorella di Hester. Di professione infermiera.
- 'signora Campbell, madre di Hester e Rina.
- Joseph Tobias, bagnino del Club, ragazzo di colore e studente di sociologia.

## Edizioni
- Ross Macdonald,  Costa dei barbari, traduzione di Vittoria Comucci, collana Il Giallo Mondadori n. 406, Milano 1956
- Ross Macdonald,  Costa dei barbari, traduzione di Vittoria Comucci, collana I Classici del  Giallo Mondadori n. 387, Milano 1981
- Ross MacDonald,  Costa dei barbari, (in Lew Archer story, introduzione di Oreste Del Buono), collana Onnibus Gialli, A. Mondadori, Milano 1991